# Ист, Альфред
Сэр Альфред Эдуард Ист (англ. Alfred East; 15 декабря 1849, Кеттеринг — 28 сентября 1913, Лондон) — английский художник.

## Жизнь и творчество
Ист изучал живопись в Школе искусств Глазго и затем — во Франции, в классах Тони Робер-Флёри и Адольфа В. Бугро в парижской Школе изобразительных искусств. Многочисленные пейзажи Иста указывают на влияние барбизонской школы на его творчество.
Вернувшись на родину, в апреле 1888 года Альфред Ист, Томас К. Готч и Уильям Ингрэм организуют выставку своих работ в галерее Общества изящных искусств. В следующем году Ист проводит 6 месяцев в Японии, рисуя пейзажи этой страны и портреты местных жителей. С 1883 года картины Иста регулярно выставляются в Королевской академии художеств. В 1899 году он становится членом-корреспондентом академии, в 1913 году — её действительным членом. В 1906 году Ист избирается президентом Королевского общества британских художников. В 1910 году он был за заслуги в области искусства королём Великобритании Эруардом VII посвящён в рыцари.

## Галерея

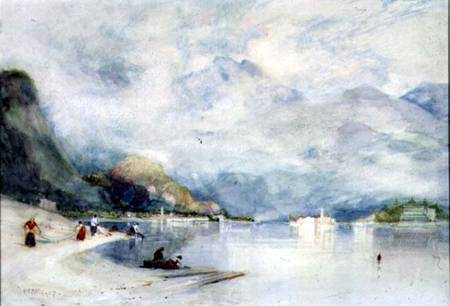
Вид на Лаго Маджоре со стороны Стрезы
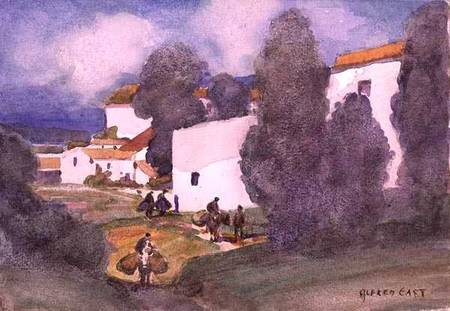
Селение в Средиземноморье
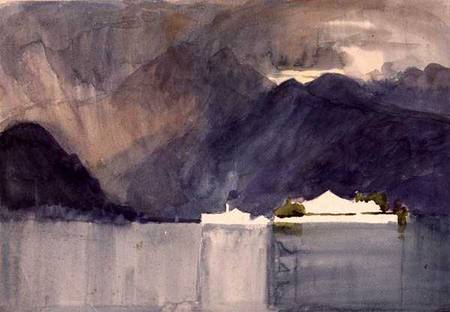
Озеро в Швейцарии
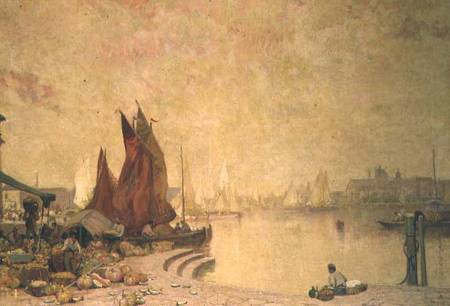
Набережная в Венеции